# Верба лапландська
Верба́ лапла́ндська (Salix lapponum) — багаторічна рослина родини вербових. Релікт льодовикового періоду, занесений до Червоної книги України у статусі «вразливий». Кормова, медоносна та декоративна культура.

## Опис
Кущ заввишки 0,5–1,5 м, нанофанерофіт. Крона куляста або яйцеподібна. Гілки вкриті темно-червоною або бурою корою, молоді — запушені. Бруньки голі, яйцеподібні, жовто-бурі. Листки на черешках завдовжки 5–10 мм, довгасті, довгасто-яйцеподібні або ланцетні, знизу, а іноді й зверху, вкриті густою білою повстиною, цілокраї або хвилясто-виїмчасті (іноді рідко-дрібно-зубчасті). Кожен листок завдовжки 5–8 см, завширшки 2–3 см. Його верхня поверхня ледь зморшкувата, на нижній добре помітне жилкування. Основа листка заокруглена або широко-клиноподібна, верхівка загострена.
Верба лапландська належить до дводомних рослин, тобто чоловічі і жіночі квітки розташовані у неї на різних особинах. Суцвіття — густо-квіткові циліндричні або овальні, майже сидячі сережки завдовжки 2–4 см. Приквіткові луски обернено-яйцеподібні, зверху майже чорні, знизу бурі. Тичинок дві, пиляки фіолетово-жовті. Зав'язь яйцеподібно-конічної форми, стовпчик довгий, з білим повстяним запушенням. Плід — коробочка завдовжки 7–8 мм. У ній міститься 12–16 насінин, кожна завдовжки до 1 мм.

## Екологія
Рослина світлолюбна, дуже морозостійка і вологолюбна. Віддає перевагу помірно плодючим, кислим ґрунтам. Зростає у лісотундрі, на великих галявинах північних лісів, в негустих заболочених лісах, на мезотрофних (рідше евтрофних) болотах. Як правило, вербу лапландську можна побачити в угрупованнях з осоками, шейхцерією, сфагнами.
Квітне у квітні-травні, плодоносить у червні-липні. Розмножується насінням і вегетативно.

## Поширення
Верба лапландська широко розповсюджена у північних широтах Євразії. Найбільші популяції знаходяться у Скандинавії, Шотландії, на півночі європейської частини Росії та в Сибіру, де вони утворюють майже суцільну смугу. Натомість південна межа ареалу розмита, оскільки у помірному поясі ця рослина представлена ізольованими осередками, розташованими на великій відстані один від одного. Найпівденніші ексклави знаходяться на Алтаї, у Піренеях і Болгарії.
На теренах України зона поширення верби лапландської майже повністю знаходиться у межах Полісся, причому у правобережній його частині вид може утворювати густі зарості. За межами Полісся достеменно відоме лише одне оселище на горі Говерла; раніше описані місця зростання біля Харкова і Львова, ймовірно, винищені.

## Значення і статус виду
У північних районах вид є ценозоформуючим, а тому відіграє важливу роль у харчових ланцюгах. Наприклад, у лісотундрі бруньки верби лапландської є незмінним компонентом зимового раціону білої та полярної куріпок. В Україні охорона верби лапландської особливо важлива з огляду на те, що ця рослина є реліктом льодовикового періоду. Головну загрозу для популяцій становить осушення боліт. Вид охороняється у Рівненському і Черемському заповідниках, національних парках «Прип'ять-Стохід», Деснянсько-Старогутському, Шацькому, Карпатському, Нобельському, заказнику «Нечимне». За межами України охороняється в Росії, де занесений до Червоних книг декількох регіонів.
Верба лапландська, як і інші представники роду, легко культивується, а тому набула популярності як декоративна рослина. Завдяки кулястій кроні та сріблястому забарвленню листя рослина приваблює зір протягом усього вегетаційного періоду. На болотах відмерлі рештки цього чагарника у суміші з рештками сфагнів утворюють торф. Зелені гілки і листя придатні на корм худобі. Ця рослина є добрим медоносом, з якого бджоли збирають нектар і пилок.

## Галерея

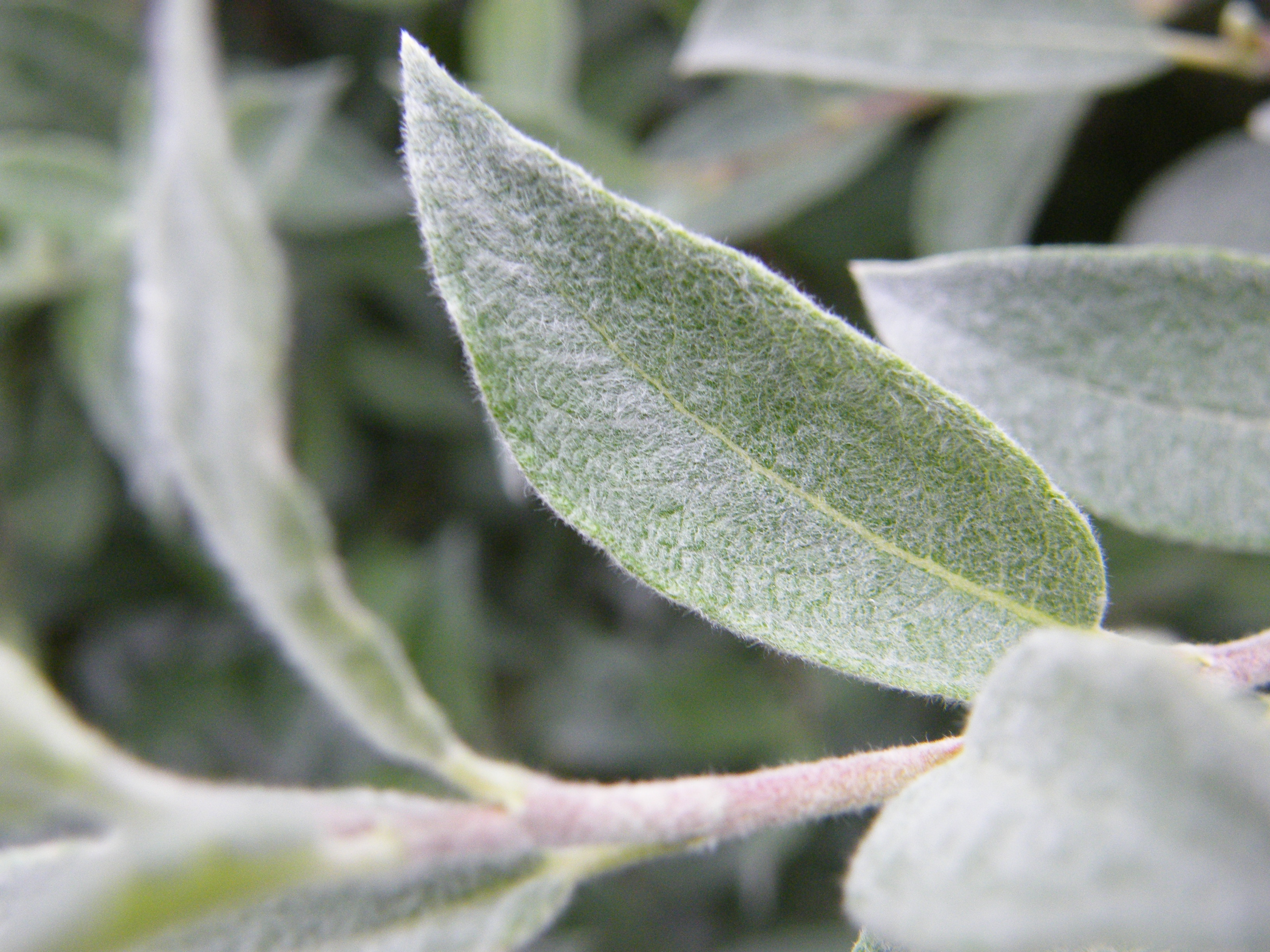
Листок (вигляд зверху)
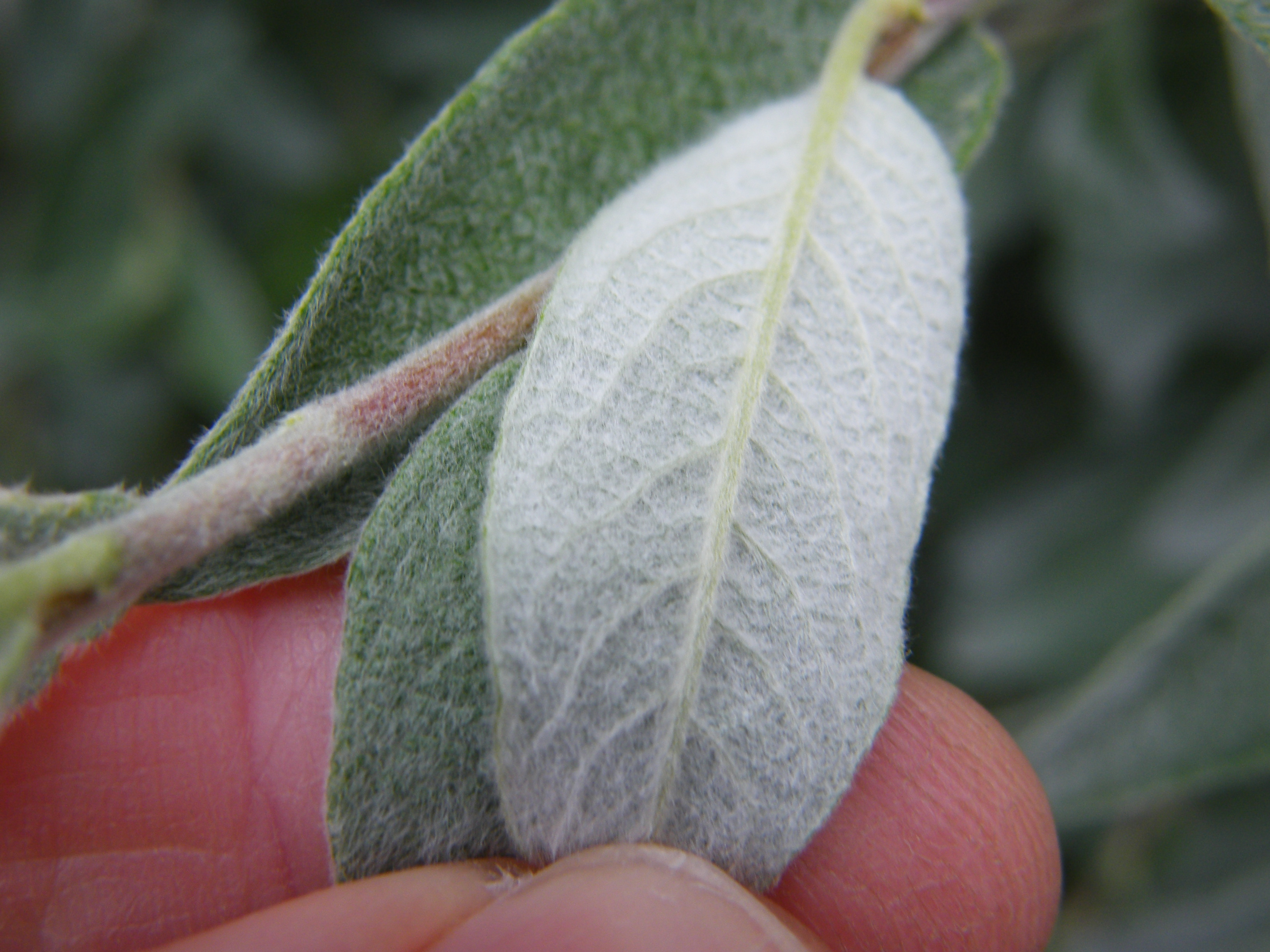
Вигляд листка зісподу
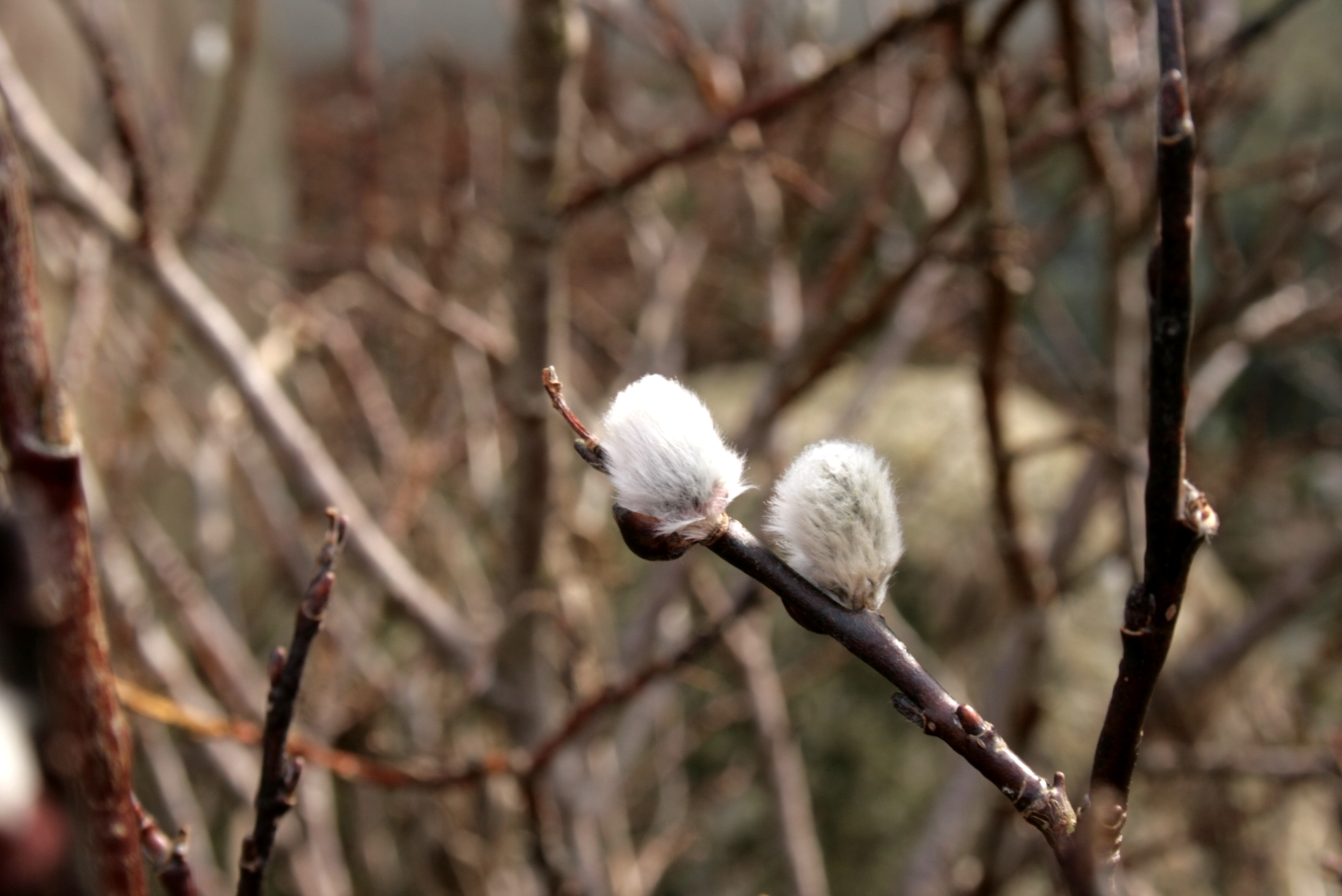
Жіночі сережки
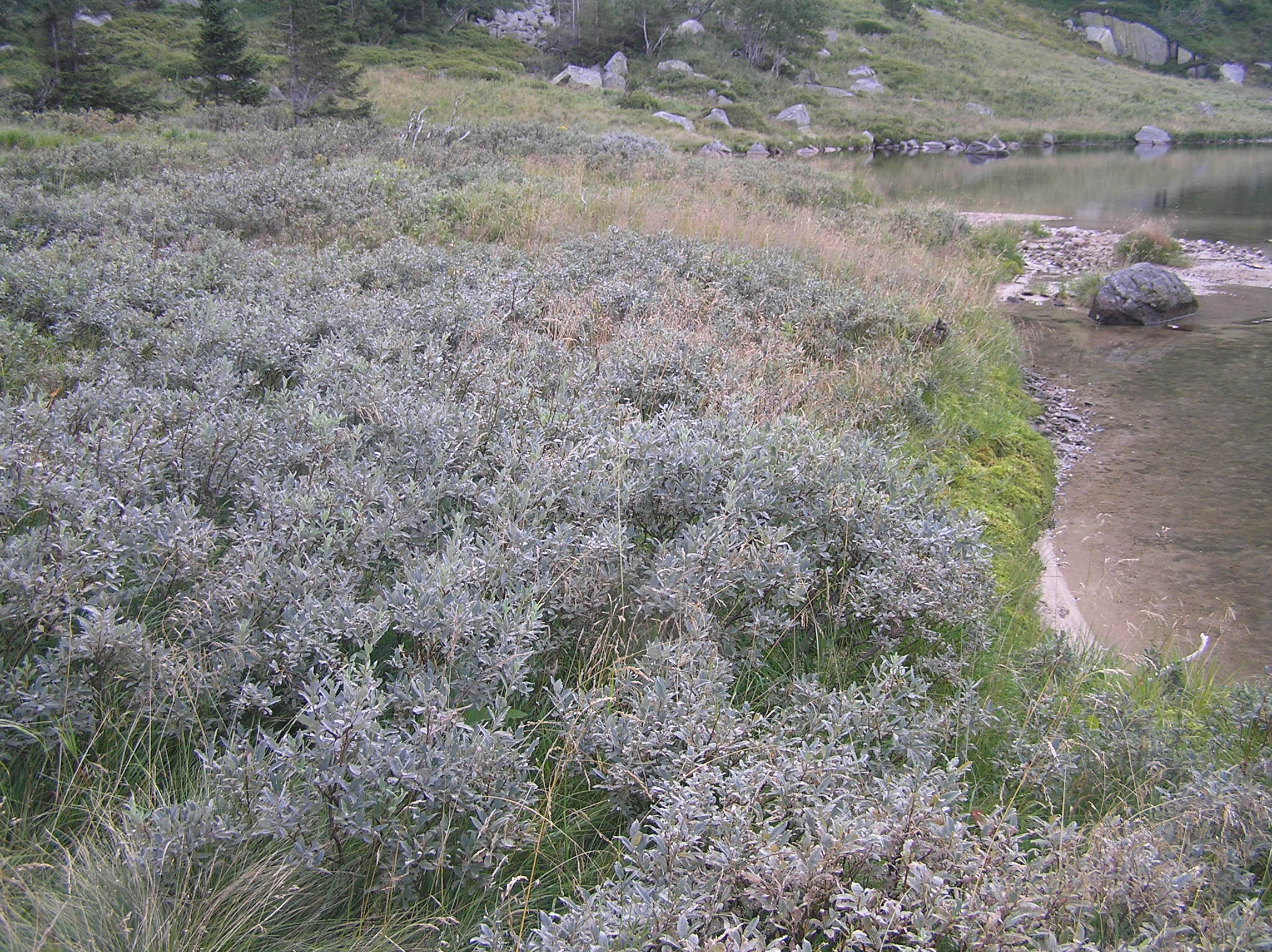
Природні зарості у Крконоше (Польща)
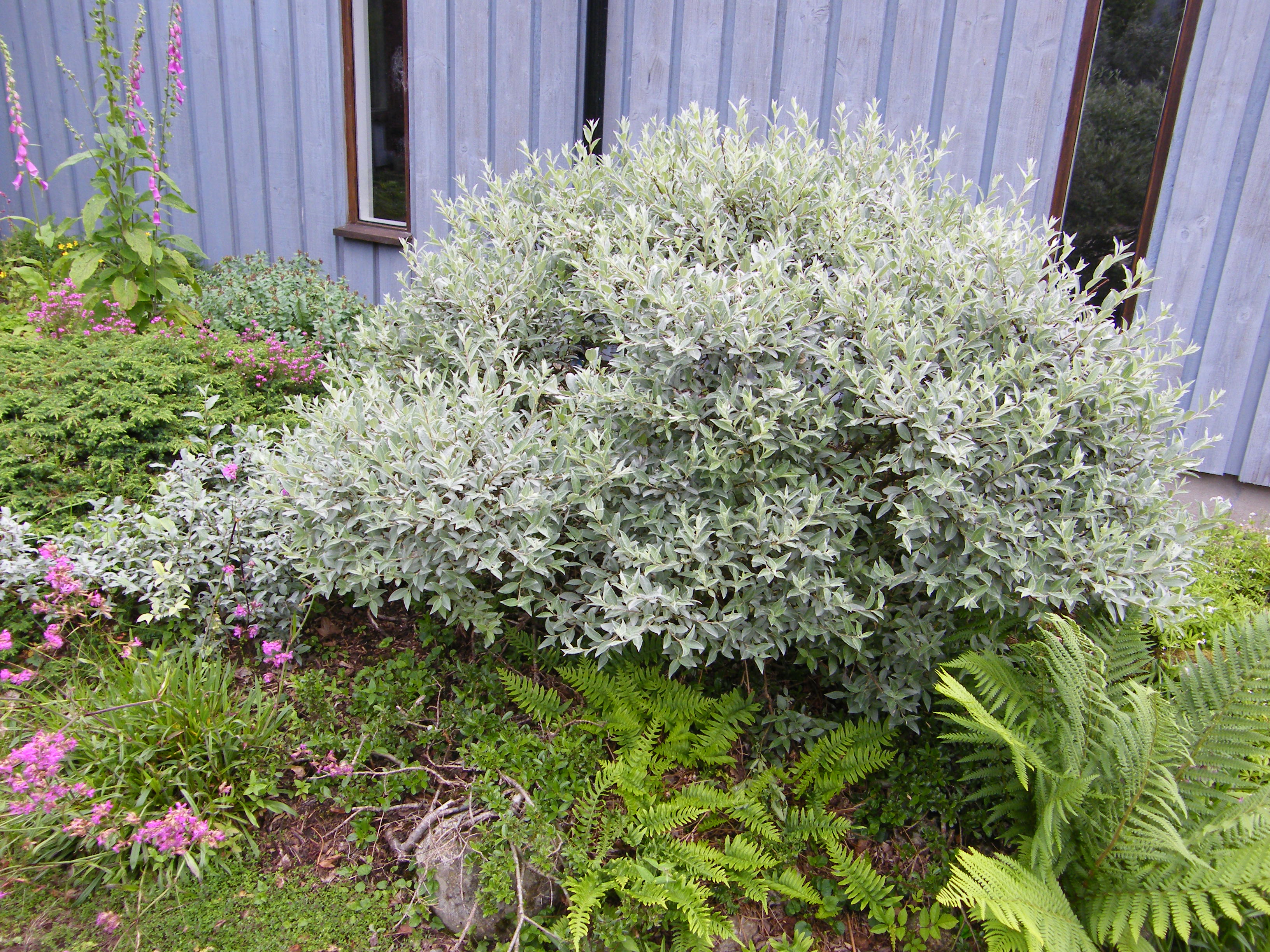
Верба лапландська у культурі

## Синоніми
| - Diplima stuartiana Raf. - Salix alaternoides J.Forbes - Salix albiphila Tausch ex Wimm. - Salix arenaria var. marrubiifolia Tausch - Salix buxifolia Schleich. ex Ser. - Salix canescens Fr. - Salix daphneola Tausch - Salix elaeagnifolia J. Forbes - Salix erythrophleba Tausch ex Wimm. - Salix glaucophylla Besser - Salix gnaphaloides Schleich. ex Andersson | - Salix helvetica subsp. marrubiifolia (Tausch) Flod. - Salix huartina Sm. - Salix huteri A.Kern. - Salix lactea Bray - Salix laestadiana Hartm. - Salix lapponica St.-Leg. - Salix lapponum var. daphneola (Tausch) Wimm. - Salix lapponum var. marrubiifolia (Tausch) Wimm. - Salix leucophylla Willd. - Salix limosa Wahlenb. | - Salix marrubiifolia Tausch ex Andersson - Salix multiglandulosa Wimm. - Salix pennina Schleich. ex Hallier - Salix sphenocarpa Tausch ex Wimm. - Salix sphenogyna Wimm. - Salix spuria Schleich. ex Ser. - Salix stuartiana Sm. - Salix subconcolor Ser. - Salix sudetica Host - Salix tauschiana Sieber |